# 別列佐維蓋
52°13′4″N 32°28′42″E / 52.21778°N 32.47833°E
別列佐維蓋（烏克蘭語：Березовий Гай），是烏克蘭北部的村莊，隸屬切爾尼希夫州的諾夫霍羅德-錫韋爾斯基區。該村面積0.22平方公里，海拔高度146米，2001年人口54，人口密度每平方公里245.45人。